# Kirsten Plum Jensen
Pour les articles homonymes, voir Kirsten Jensen et Jensen.
Kirsten Plum Jensen, née le 30 novembre 1961 à Gladsaxe, est une rameuse d'aviron danoise.

## Carrière
Elle dispute les Jeux olympiques d'été de 1976 à Montréal, terminant sixième de la finale de quatre de couple. Elle remporte la médaille d'or du deux de couple poids légers avec Elisabeth Fraas aux Championnats du monde d'aviron 1984 à Montréal.